# 帕尔瓦尔
帕尔瓦尔（Palwal），是印度哈里亚纳邦Faridabad县的一个城镇。总人口100528（2001年）。

## 人口
该地2001年总人口100528人，其中男性53577人，女性46951人；0—6岁人口15518人，其中男8389人，女7129人；识字率65.20%，其中男性为72.21%，女性为57.19%。